# Kurt Nolze
Kurt Nolze (* 18. Juli 1939 in Schwerin) ist ein deutscher Liedermacher, Sänger und Schauspieler.

## Leben
Kurt Nolze studierte Schauspielerei in Leipzig und spielte während seines Studiums am dortigen Studententheater. Von 1966 bis 1968 spielte er zwei Spielzeiten an der Niederdeutschen Bühne „Fritz Reuter“ in Schwerin, danach war er bis 1980 Schauspieler am Schweriner Staatstheater. 1977 gewann er den Wettbewerb der Chansontage der DDR in Frankfurt (Oder).
1983 spielte er in dem DEFA-Film Zille und ick die Hauptrolle des Heinrich Zille. Weitere Rollen als Schauspieler hatte er 1975 in dem Film Aus meiner Kindheit und 1977 in Ein Schneemann für Afrika.
Als Liedermacher veröffentlichte er vier Alben beim DDR-Plattenlabel Amiga, davon eines in niederdeutscher Sprache.
Später begann Nolze zu malen.

## Auszeichnungen
1983: Kunstpreis der DDR

## Filmografie
- 1975: Aus meiner Kindheit
- 1977: Goldene Zeiten – feine Leute (TV)
- 1977: Ein Schneemann für Afrika
- 1983: Zille und ick

## Diskografie
- 1979: Liebe, ich pflanz' dir einen Baum ... (Amiga)
- 1982: Eine ganz bestimmte Sehnsucht (Amiga)
- 1984: Över de stillen Straaten (Amiga)
- 1988: Es gibt eine Mitte im Leben (Amiga)
- 1998: Land Un Lüd – Plattdeutsche Songs (Center of Music)
- 2009: Miene Besten – 37 Lieder aus über zwei Jahrzehnten (2 CD, Tennemann Verlag)